# Digonogastra augusta
Digonogastra augusta är en stekelart som först beskrevs av Henry Lorenz Viereck 1917.  Digonogastra augusta ingår i släktet Digonogastra och familjen bracksteklar. Inga underarter finns listade i Catalogue of Life.